# 在ジブチ外国公館の一覧

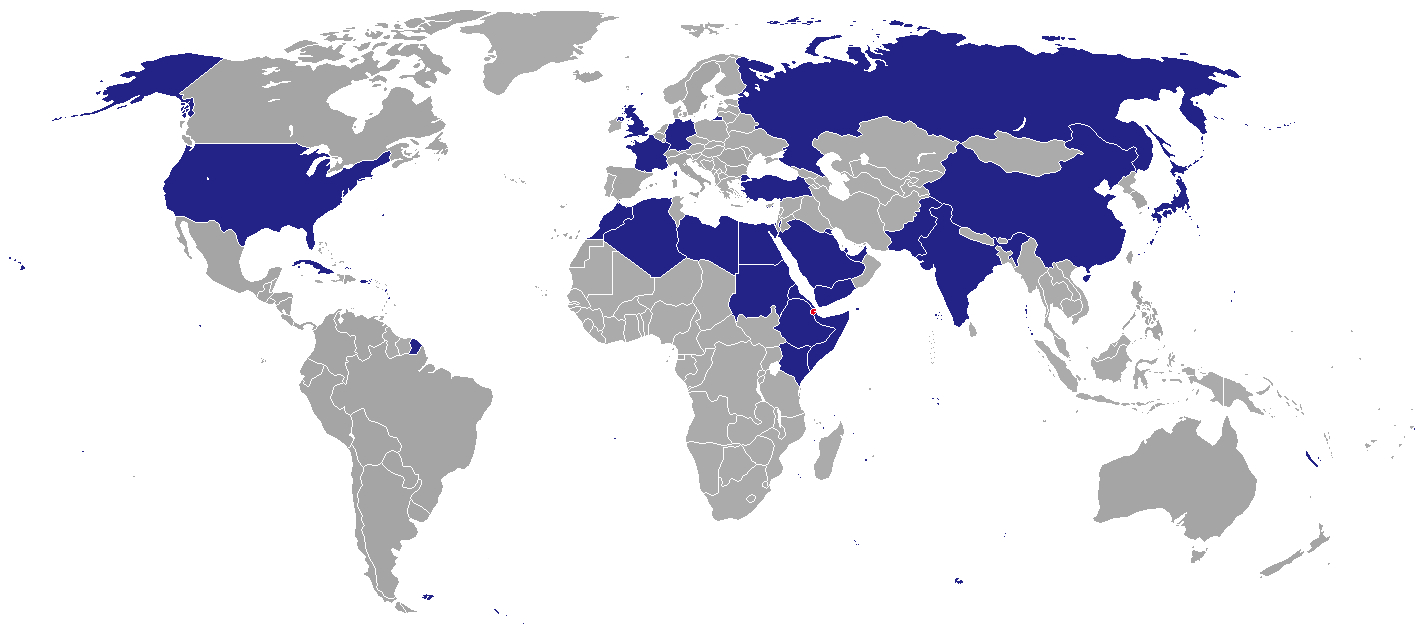
在ジブチ外国公館を設置している国の地図

在ジブチ外国公館の一覧では、ジブチに置かれている各国の大使館、領事館について扱う。現在、ジブチの首都であるジブチ市には、24ヶ国の大使館が置かれている。

## 大使館
- アメリカ合衆国[1]
- アラブ首長国連邦[2]
- イエメン
- イギリス[3]
- インド[4]
- エジプト
- エチオピア
- エリトリア
- カタール
- キューバ
- クウェート
- ケニア
- サウジアラビア（大使館（アラビア語版））
- スーダン
- ソマリア
- 中華人民共和国（大使館）[5]
- ドイツ[6]
- トルコ[7]
- 日本（大使館）[8]
- パキスタン[9]
- パレスチナ（大使館（アラビア語版））
- フランス（大使館（フランス語版））
- リビア[10]
- ロシア